# Congress of Industrial Organizations
Il Congress of Industrial Organizations o CIO, promosso da John L. Lewis nel 1932, fu una confederazione sindacale che riuniva i lavoratori dei sindacati di categoria degli Stati Uniti d'America e del Canada dal 1935 al 1955.
La nascita del CIO fu annunciata il 9 novembre 1936. Il 4 dicembre 1955, dopo anni di tentativi, il CIO si fuse con l'American Federation of Labor (AFL) dando vita all'odierna AFL-CIO.

## Presidenti del CIO
- John L. Lewis 1935-1940
- Philip Murray 1940-1952
- Walter Reuther 1952-1955